# Геологија Босне и Херцеговине
Геологија Босне и Херцеговине се бави проучавањем стена, минерала, воде, рељефа и геолошке историје Босне и Херцеговине. Најстарије стене изложене на површини или близу ње датирају из палеозоика и прекамбријума али и даље су слабо схваћене. Сложени скупови флиша, офиолита, меланжа и магматских интрузива заједно са дебелим седиментним јединицама су дефинишућа карактеристика Динарида, које доминирају већим делом пејзажа ове земље.

## Стратиграфија, тектоника и геолошка историја

### Палеозоик (пре 538,8–251,9 милиона година)
Палеозоичке алохтонске формације налазе се у нижим стенским јединицама на североисточном ободу Динарида. Ове стијене се налазе у изолованим подручјима у сјеверозападној, централној, источној и југоисточној Босни и састоје се од метапсамита, метапелита и мањих количина вулканских и карбонатних стијена. Југоисточна палеозоичка зона обухвата филит, шистозни метапешчаник и кристални кречњак, прекривен шкриљцем и више филита.
Пермске стене су углавном црвене слојеве са шкриљцем, метапешчаром, кречњацима, гипсом, анхидритом и конгломератима.

### Мезозоик (пре 251,9–66 милиона година)
Током тријаса, рифтинг је поставио магматске стене, укључујући велике плутоне величине до 50 кубних километара, сачињене од габра, диорита, гранодиорита, гранита, албита, сијенита и повремено метаморфизоване у зелене шкриљце или амфиболита на секвенци метаморфних метаморфоза.
Праве вулканске стене из тријаса које су избиле на површину су ређе, углавном базалт, андезит и дацит, трансформисани у спилит, кератофир и пирокластичне стене. Старије тријаске стене и карбонатна платформа биле су прекривене лавом. У офиолитској зони, у сјеверозападној и средњој Босни, распрострањени су грауваке, брече, шкриљци и рожнаци и офиолити. Офиолитска зона излази као "прозори" унутар тријаско-палеозојске јединице, а јединица је дебела 1,5 километара. Меланж у овој хаотичној седиментној секвенци садржи фрагменте габра, дијабаза, перидотита, базалта и амфиболита, заједно са фрагментима кречњака титонског доба.
Перидотит је једна од најчешћих стена у офиолитима, са великим деформисаним плочама величине до 500 кубних километара. Коњух је пример великог ултрамафичног тела, испод којег се налазе амфиболити повезани са еклогитом. Амфиболити проткани перидотитом датирани су од пре 170 до 160 милиона година.
Ултрамафски масиви у офиолитској зони су несагласно прекривени каснојурским и каснокредним пешчарима, лапорцима, шкриљцима и кречњацима дебљине до једног километра. Ове секвенце се прожимају са титонско-беријазијским, албским и сенонским кречњацима. Крупнозрнасте кластичне стене садрже фрагменте офиолита, амфиболита, грејваке, шкриљаца, рожнаца, кречњака и облутака црвеног гранита. У северним Динаридима крај креде у Вардарској зони обележен је туронским кречњацима.

### Кенозоик (пре 66 милиона година-данас)
У северним планинама Динарида, флиш дебљине неколико метара од мастрихтског пешчара, алеврита и шкриљаца до палеоценских калцитних шкриљаца, кречњачког пешчара, песковитих кречњака и кречњака. Флиш је прекривен са више кречњака из средњег еоцена.
У неким случајевима, преплитање касног креде-палеогеног флиша са вулканским стенама је резултирало метаморфизмом средњег притиска. Секвенце стена напредују од пешчара, шкриљаца, лапорца и кречњака до шкриљевца и метапешчаника заједно са зеленом шкриљцем, лискунастим шкриљцем, амфиболитом, гнајсом и филитом. Мали и средњи плутони налазе се у подземљу, унутар метаморфне стене. Стронцијум-аргонско датирање гранитоида Мотајице вратило је старост од пре 48 милиона година. Након формирања Динарида, Јужнопанонски басен се испунио оттнангско-карпатском формацијом камене соли дебљине до 700 метара, баденским морским глинама, пјешчарима, конгломератима и гребенским кречњацима, сарматским бочатим глинама, панонским и понтијским слатководним пијеском и наслаге глине, дебљине до два километра са слојевима угља. Исти олигоценски нанос који је испунио Јужнопанонски басен депоновао је седиментну испуну дебљине неколико километара у слатководним басенима између планина. Геолози деле слатководне наслаге на олигоценске и миоценске конгломерате, слојеве угља, пешчар, кречњак и лапор, раномиоценске глине и пешчар прекривене кречњаком, и касномиоценски лапор, кречњак и угаљ.

## Историја геолошких истраживања
Прва распрострањена истраживања у Босни и Херцеговини водили су аустријски и хрватски геолози 1880-их, а карте су објављене 1910-их. Током периода после Другог светског рата, екстензивно рударство је подстакло додатна истраживања. Француски геолози су преузели водећу улогу у истраживању од касних 1960-их до 1970-их.

## Геологија природних ресурса
Босна и Херцеговина има дугу традицију рударења која се протеже преко 2000 година уназад до илирских и римских времена. Конкретно, метали се копају из палеозојско-тријаског напа, који се формирао током каледонске орогенезе, херцинске орогенезе и тријаса. Ранопалеозојске стене садрже метапелит и метапсамит, као и хематит и магнетит лошег квалитета. Љубијски рудници традиционално су вадили карбонска лежишта сидерита-анкерита, обогаћена гвожђем.